# Moshi Moshi (singel)
Moshi Moshi (jap.: Halo! Proszę Pana/Pani!, znaczenie prześmiewcze) - drugi singiel z płyty o tym samym tytule zespołu Öszibarack z Wrocławia. 

## Lista utworów
1. MOSHI MOSHI HALO HALO RADIO EDIT (AGIM FEAT. ESPACE RMX)
2. MOSHI MOSHI ALBUM EDIT
3. MOSHI MOSHI DAWID SZCZESNY RMX
4. MOSHI MOSHI CINASS & PATRISIA VERSION FEAT. BARTSCHAQUE
5. IT IS SO JAPANESE Magiera RMX
6. IT IS SO JAPANESE SPASSO RMX

## Wykonawcy
- muzyka - Öszibarack
- tekst - dj Patricia
- wokal - dj Patricia
- klawisze - Agim Dżeljilji
- bass, elektro - Tomasz Dogiel
- Szpaderski drums - Zmazik
- produkcja muzyczna - Agim Dżeljilji
- studio nagrań - Sir Brick Gecon Studio
- mastering - Grzegorz Piwkowski
- art direction, projekt okładki - Tomasz Dogiel